# 切尔拉克
切尔拉克（羅馬化：Cherlak）是俄罗斯鄂木斯克州的工人村（市级镇）、切尔拉克区行政中心及规模最大聚居地，地处鄂木斯克州东南部，位于鄂毕河流域额尔齐斯河畔，在州府鄂木斯克东南方。
镇以小河切尔拉克河命名，来自突厥语言。该地2021年人口有10,502人；2010年人口10,980；2002年人口12,269；1989年人口11,840。